# Гурса, Эдуар
Эдуа́р Жан-Бати́ст Гурса́ (фр. Édouard Jean-Baptiste Goursat; 21 мая 1858, Ланзак (фр.) — 25 ноября 1936, Париж) — французский математик, член Французской академии наук (1919), профессор Парижского университета (1897), президент Французского математического общества.
Основные труды относятся к области дифференциальных уравнений с частными производными и теории аналитических функций. Автор широко известного курса математического анализа, переведенного на многие языки мира (Мат. анализ на EqWorld).
Одним из важнейших достижений Гурса является классификация дифференциальных уравнений с частными производными второго порядка, основанная на природе их характеристик. В теории дифференциальных уравнений с частными производными имеется понятие «задача Гурса», которая состоит в решении гиперболического уравнения и системы второго порядка с двумя независимыми переменными по заданным его значениям на двух характеристических кривых, выходящих из одной точки.
Гурса был первым математиком, заметившим, что теорема Стокса допускает обобщенную запись в форме
{\displaystyle \int \limits _{\Omega }d\omega =\int \limits _{\partial \Omega }\omega ,}
где {\displaystyle d\omega } обозначает внешний дифференциал формы {\displaystyle \omega }.

## Главные монографии
- Leçons d’algèbre par CH. Briot. L'édition a été revue et mise à jour par Goursat en 1905.
- Cours d’Analyse mathématique, 3 vol., Gauthier-Villars, Paris, 1902—1913.
  - Volume 1 — Applications de l’analyse à la géométrie, développement en série, intégrales définies, calcul différentiel.
  - Volume 2 — Fonctions de la variable complexe et équations différentielles.
  - Volume 3 — Méthode de variation de la constante, équations aux dérivées partielles et équations différentielles du second ordre, calcul des variations.
- Leçons sur l’intégration des équations aux dérivées partielles du premier ordre,Gauthier-Villars, Paris,1e édition 1891, 2e édition 1920.
- Leçons sur l’intégration des équations aux dérivées partielles du second ordre 2 vol., Hermann, Paris,1896-1898.
- Leçons sur le problème de Pfaff, Hermann, Paris, 1922.
- Le problème de Backlund Gauthier-Villars, Paris, 1925.
- Leçons sur les séries hypergéométriques et sur quelques fonctions qui s’y rattachent, Gauthier-Villars, Paris, 1936.
- Théorie des fonctions algébriques et de leurs intégrales, avec P. Appell, Gauthier-Villars, Paris,1895.
- Théorie des fonctions algébriques et de leurs intégrales, avec P. Appell et P. Fatou, 2 vol., Gauthier-Villars, Paris,1929-1930.